# 布兰科·耶利奇
白蘭高·耶歷治（Branko Jelić），一般称之为耶利奇，（1977年5月5日—）生于南斯拉夫恰恰克，是塞爾維亞职业足球运动员，现为珀斯光荣球员，他在2005年中國超級足球聯賽射入21球成為神射手。
耶利奇于2004年来到中国加盟北京国安，2005年他曾以21粒进球打破了郝海东保持的中国顶级联赛进球纪录(18球)，成为了当年的中超最佳射手。在同年，耶利奇还获得了中国足球先生的荣誉，直至2006年转会至厦门蓝狮，在厦门队2007年降级后他去了德甲科特布斯。
2008年3月15日，他射入2球協助科特布斯以2:0擊敗拜仁慕尼黑。
2009年5月，耶利奇转会澳超联赛球队珀斯光荣，签订了一份三年合同。